# South West Surrey (circonscription du Parlement britannique)
Circonscription parlementaire de la Chambre des communes
La circonscription de South West Surrey est une circonscription parlementaire britannique située, comme son nom l'indique, dans le sud-ouest du Surrey.
Elle a été créée en 1983, à partir de l'ancienne circonscription de Farnham. Depuis 2005, elle est représentée à la Chambre des communes du Parlement britannique par Jeremy Hunt, du Parti conservateur.

## Members of Parliament
| Élection | Élection                | Membre             | Membre | Parti        |
| -------- | ----------------------- | ------------------ | ------ | ------------ |
|          | 1983                    | Maurice Macmillan  |        | Conservateur |
|          | Élection partielle 1984 | Virginia Bottomley |        | Conservateur |
|          | 2005                    | Jeremy Hunt        |        | Conservateur |

## Élections

### Élections dans les années 2010
28,9 % était la plus forte augmentation des voix dans un siège détenu par les conservateurs pour les libéraux-démocrates aux élections générales de 2019.
| Parti         | Parti                | Candidat             | Voix   | %    | ±     |
| ------------- | -------------------- | -------------------- | ------ | ---- | ----- |
|               | Conservateur         | Jeremy Hunt          | 32,191 | 53,3 | 2.4   |
|               | Libéral Démocrate    | Paul Follows         | 23,374 | 38,7 | 28.9  |
|               | Travailliste         | Tim Corry            | 4,775  | 7,9  | 4.7   |
| Majorité      | Majorité             | Majorité             | 8,817  | 14,6 | -21.1 |
| Participation | Participation        | Participation        | 60,340 | 76,3 | 1.3   |
|               | Conservateur retenir | Conservateur retenir | Swing  | 15.6 |       |

| Parti         | Parti                  | Candidat             | Voix   | %    | ±     |
| ------------- | ---------------------- | -------------------- | ------ | ---- | ----- |
|               | Conservateur           | Jeremy Hunt          | 33,683 | 55,7 | 4.1   |
|               | National Health Action | Louise Irvine        | 12,093 | 20,0 | 11.5  |
|               | Travailliste           | David Black          | 7,606  | 12,6 | 3.1   |
|               | Libéral Démocrate      | Ollie Purkiss        | 5,967  | 9,9  | 3.6   |
|               | UKIP                   | Mark Webber          | 1,083  | 1,8  | 8.0   |
| Majorité      | Majorité               | Majorité             | 21,590 | 35,7 | -14.1 |
| Participation | Participation          | Participation        | 60,432 | 77,6 | +3.0  |
|               | Conservateur retenir   | Conservateur retenir | Swing  | -7.8 |       |

| Parti         | Parti                  | Candidat             | Voix   | %    | ±     |
| ------------- | ---------------------- | -------------------- | ------ | ---- | ----- |
|               | Conservateur           | Jeremy Hunt          | 34,199 | 59,6 | +0.9  |
|               | UKIP                   | Mark Webber          | 5,643  | 9,8  | +7.2  |
|               | Travailliste           | Howard Kaye          | 5,415  | 9,4  | +3.4  |
|               | National Health Action | Louise Irvine        | 4,851  | 8,5  | +8.5  |
|               | Libéral Démocrate      | Patrick Haveron      | 3,586  | 6,3  | −23.9 |
|               | Green                  | Susan Ryland         | 3,105  | 5,4  | +4.2  |
|               | Something New          | Paul Robinson        | 320    | 0,6  | +0.6  |
| Majorité      | Majorité               | Majorité             | 28,556 | 49,8 | +21.3 |
| Participation | Participation          | Participation        | 57,199 | 74,0 | +0.6  |
|               | Conservateur retenir   | Conservateur retenir | Swing  | +3.1 |       |

| Parti         | Parti                | Candidat             | Voix   | %    | ±     |
| ------------- | -------------------- | -------------------- | ------ | ---- | ----- |
|               | Conservateur         | Jeremy Hunt          | 33,605 | 58,7 | +8.1  |
|               | Libéral Démocrate    | Mike Simpson         | 17,287 | 30,2 | −9.2  |
|               | Travailliste         | Richard Mollet       | 3,419  | 6,0  | −1.9  |
|               | UKIP                 | Roger Meekins        | 1,486  | 2,6  | +0.8  |
|               | Green                | Cherry Allan         | 690    | 1,2  | +1.2  |
|               | BNP                  | Helen Hamilton       | 644    | 1,1  | +1.1  |
|               | Pirate               | Luke Leighton        | 94     | 0,2  | +0.2  |
|               | Indépendant          | Arthur Price         | 34     | 0,1  | +0.1  |
| Majorité      | Majorité             | Majorité             | 16,318 | 28,5 | +17.6 |
| Participation | Participation        | Participation        | 57,259 | 73,4 | +3.4  |
|               | Conservateur retenir | Conservateur retenir | Swing  | +8.6 |       |

### Élections dans les années 2000
| Parti         | Parti                | Candidat             | Voix   | %    | ±    |
| ------------- | -------------------- | -------------------- | ------ | ---- | ---- |
|               | Conservateur         | Jeremy Hunt          | 26,420 | 50,4 | +5.1 |
|               | Libéral Démocrate    | Simon Cordon         | 20,709 | 39,5 | −4.1 |
|               | Travailliste         | Tom Sleigh           | 4,150  | 7,9  | −0.8 |
|               | UKIP                 | Timothy Clark        | 958    | 1,8  | −0.6 |
|               | Veritas              | Glenn Platt          | 172    | 0,3  | N/A  |
| Majorité      | Majorité             | Majorité             | 5,711  | 10,9 | +9.2 |
| Participation | Participation        | Participation        | 52,409 | 71,8 | +1.5 |
|               | Conservateur retenir | Conservateur retenir | Swing  | +4.6 |      |

| Parti         | Parti                | Candidat             | Voix   | %    | ±    |
| ------------- | -------------------- | -------------------- | ------ | ---- | ---- |
|               | Conservateur         | Virginia Bottomley   | 22,462 | 45,3 | +0.7 |
|               | Libéral Démocrate    | Simon Cordon         | 21,601 | 43,6 | +3.8 |
|               | Travailliste         | Martin Whelton       | 4,321  | 8,7  | −0.7 |
|               | UKIP                 | Timothy Clark        | 1,208  | 2,4  | +1.7 |
| Majorité      | Majorité             | Majorité             | 861    | 1,7  | -3.1 |
| Participation | Participation        | Participation        | 49,592 | 70,3 | −7.2 |
|               | Conservateur retenir | Conservateur retenir | Swing  | −1.6 |      |

### Élections dans les années 1990
| Parti         | Parti                | Candidat              | Voix   | %     | ±     |
| ------------- | -------------------- | --------------------- | ------ | ----- | ----- |
|               | Conservateur         | Virginia Bottomley    | 25,165 | 44,6  | −13.9 |
|               | Libéral Démocrate    | Neil Sherlock         | 22,471 | 39,8  | +6.3  |
|               | Travailliste         | Margaret Leicester    | 5,333  | 9,4   | +3.0  |
|               | Référendum           | Judith Clementson     | 2,830  | 5,0   | N/A   |
|               | UKIP                 | James Kirby           | 401    | 0,7   | N/A   |
|               | ProLife Alliance     | Josephine Quintavalle | 258    | 0,5   | N/A   |
| Majorité      | Majorité             | Majorité              | 2,694  | 4,8   |       |
| Participation | Participation        | Participation         | 56,458 | 77,5  |       |
|               | Conservateur retenir | Conservateur retenir  | Swing  | −10.1 |       |

Le siège a subi des changements de limites entre les élections générales de 1992 et 1997 et, par conséquent, les changements de vote sont basés sur un calcul théorique.
| Parti         | Parti                | Candidat             | Voix   | %    | ±    |
| ------------- | -------------------- | -------------------- | ------ | ---- | ---- |
|               | Conservateur         | Virginia Bottomley   | 35,008 | 58,5 | −1.0 |
|               | Libéral Démocrate    | Neil Sherlock        | 20,033 | 33,5 | −0.9 |
|               | Travailliste         | Philip Kelly         | 3,840  | 6,4  | +0.6 |
|               | Green                | Nigel Bedrock        | 710    | 1,2  | N/A  |
|               | Natural Law          | Keith Campbell       | 147    | 0,3  | N/A  |
|               | Anglo-Saxon          | Donald Newman        | 98     | 0,2  | N/A  |
| Majorité      | Majorité             | Majorité             | 14,975 | 25,0 | −0.1 |
| Participation | Participation        | Participation        | 59,836 | 82,8 | +4.4 |
|               | Conservateur retenir | Conservateur retenir | Swing  | −0.1 |      |

### Élections dans les années 1980
| Parti         | Parti                    | Candidat             | Voix   | %    | ±    |
| ------------- | ------------------------ | -------------------- | ------ | ---- | ---- |
|               | Conservateur             | Virginia Bottomley   | 34,024 | 59,5 | −0.2 |
|               | Liberal                  | Gavin Scott          | 19,681 | 34,4 | +2.3 |
|               | Travailliste             | John Evers           | 3,224  | 5,6  | −2.6 |
|               | Conservateur indépendant | Matthew Green        | 299    | 0,5  | N/A  |
| Majorité      | Majorité                 | Majorité             | 14,343 | 25,1 |      |
| Participation | Participation            | Participation        | 57,228 | 78,4 | +3.9 |
|               | Conservateur retenir     | Conservateur retenir | Swing  | −1.3 |      |

| Parti         | Parti                                      | Candidat             | Voix   | %     | ±     |
| ------------- | ------------------------------------------ | -------------------- | ------ | ----- | ----- |
|               | Conservateur                               | Virginia Bottomley   | 21,545 | 49,3  | −10.4 |
|               | Liberal                                    | Gavin Scott          | 18,946 | 43,4  | +11.3 |
|               | Travailliste                               | Barbara Roche        | 2,949  | 6,7   | −1.5  |
|               | Pro-Nuclear Holocaust Masturbation Freedom | Victor Litvin        | 117    | 0,3   | N/A   |
|               | Death off Roads: Freight on Rail           | Helen Anscomb        | 82     | 0,2   | N/A   |
|               | Votes for a full hearing                   | Peter Smith          | 29     | 0,1   | N/A   |
| Majorité      | Majorité                                   | Majorité             | 2,599  | 5,9   |       |
| Participation | Participation                              | Participation        | 43,668 | 61,7  | −12.8 |
|               | Conservateur retenir                       | Conservateur retenir | Swing  | −10.9 |       |

| Parti         | Parti                                  | Candidat          | Voix   | %    | ±   |
| ------------- | -------------------------------------- | ----------------- | ------ | ---- | --- |
|               | Conservateur                           | Maurice Macmillan | 31,067 | 59,7 | N/A |
|               | Liberal                                | George Scott      | 16,716 | 32,1 | N/A |
|               | Travailliste                           | Stephen Williams  | 4,239  | 8,2  | N/A |
| Majorité      | Majorité                               | Majorité          | 14,351 | 27,6 | N/A |
| Participation | Participation                          | Participation     | 52,022 | 74,5 | N/A |
|               | Conservateur vainqueur (nouveau siège) |                   |        |      |     |

## Sources
- Résultats élections, 2005 (BBC)
- Résultats élections, 1997 – 2001 (BBC)
- Résultats élections, 1997 – 2001 (Election Demon)
- Résultats élections, 1983 – 1992 (Election Demon)
- Résultats élections, 1992 – 2010 (Guardian)
- Résultats élection partielle, 1984
- UK Constituency Maps